# Landkreis Müllheim
Der Landkreis Müllheim war ein Landkreis in Baden-Württemberg, der im Zuge der Kreisreform am 1. Januar 1973 aufgelöst wurde. Verwaltungssitz war die damalige „Große Kreisstadt“ Müllheim.

## Geografie

### Lage
Der Landkreis Müllheim lag im Südwesten Baden-Württembergs.
Geografisch hatte der Landkreis überwiegend Anteil an der Oberrheinischen Tiefebene. Der Kreissitz Müllheim lag etwa in der Mitte des Kreisgebiets.

### Nachbarkreise
Seine Nachbarkreise waren 1972 im Norden der Landkreis Freiburg und im Osten sowie Süden der Landkreis Lörrach. Im Westen bildete der Rhein die natürliche Grenze zum französischen Département Haut-Rhin.

## Geschichte

### Bezirksamt Müllheim
Die Stadt Müllheim war im 18. Jahrhundert Verwaltungssitz des Oberamts Badenweiler der Markgrafschaft Baden. Das Oberamt Badenweiler gehörte von 1803 bis 1806 zum Kurfürstentum Baden und ab 1806 zur Provinz des Oberrheins im Großherzogtum Baden. Im Organisationsrescript vom 26. November 1809 wurde das Oberamt Badenweiler erstmals Amt Müllheim genannt und dem neuen Wiesenkreis zugeordnet. Es umfasste die Städte Müllheim und Neuenburg sowie unter anderem die Orte Auggen, Badenweiler, Britzingen, Buggingen, Hügelheim, Seefelden und Sulzburg.
1813 wurden die Grenzen des Amtes leicht verändert. Die Orte Ballrechten, Dottingen sowie Gallenweiler wechselten zum Amt Heitersheim und die Orte Mauchen, Schliengen sowie Steinenstadt wechselten aus dem Amt Kandern zum Amt Müllheim. Nach der Auflösung des Wiesenkreises kam das Amt Müllheim 1815 zum Dreisamkreis. 1819 wurde das Amt Kandern aufgelöst und seine Gemeinden Bamlach, Bellingen, Feuerbach, Liel, Malsburg, Marzell, Niedereggenen, Obereggenen, Rheinweiler sowie Sitzenkirch kamen ebenfalls zum Amt Müllheim. Ab 1832 gehörte das Amt Müllheim zum Oberrheinkreis und ab 1864 zum Kreis Lörrach im Landeskommissärbezirk Freiburg.
Am 15. August 1920 wurde die Stadt Sulzburg aus dem Bezirksamt Müllheim in das Bezirksamt Staufen umgegliedert. Am 1. Oktober 1936 wurde das Bezirksamt Müllheim um die Gemeinden Hertingen, Kandern, Riedlingen und Tannenkirch des Bezirksamtes Lörrach sowie die Gemeinden Bad Krozingen, Ballrechten, Bremgarten, Dottingen, Eschbach, Gallenweiler, Grißheim, Grunern, Heitersheim, Obermünstertal, Schlatt, Staufen, Sulzburg, Tunsel, Untermünstertal und Wettelbrunn des Bezirksamtes Staufen vergrößert.

### Landkreis Müllheim
Seit dem 1. Januar 1939 hieß das Bezirksamt Müllheim Landkreis Müllheim. Am 1. April 1939 wechselte die Gemeinde Schlatt aus dem Landkreis Müllheim in den Landkreis Freiburg.
Nach der Bildung des Landes Baden-Württemberg 1952 gehörte der Landkreis Müllheim zum Regierungsbezirk Südbaden. Durch die Gemeindereform ab 1970 veränderte sich das Kreisgebiet in einem Fall. Am 1. Dezember 1971 wurde die Gemeinde Biengen, Landkreis Freiburg, in die Gemeinde Bad Krozingen eingegliedert und kam somit zum Landkreis Müllheim. Mit Wirkung vom 1. Januar 1973 wurde der Landkreis Müllheim aufgelöst. Seine Gemeinden im Norden gingen im neu gebildeten Landkreis Breisgau-Hochschwarzwald auf, der damit Rechtsnachfolger des Landkreises Müllheim wurde. Einige Gemeinden im Süden des Kreisgebiets kamen zum vergrößerten Landkreis Lörrach.

### Einwohnerentwicklung
| Datum              | Einwohner | Quelle |
| ------------------ | --------- | ------ |
| 1814               | 12.832    | [ 14 ] |
| 1834               | 20.830    | [ 15 ] |
| 1852               | 22.718    | [ 16 ] |
| 1871               | 22.411    | [ 17 ] |
| 1890               | 21.015    | [ 18 ] |
| 1910               | 22.275    | [ 19 ] |
| 1925               | 21.620    | [ 20 ] |
| 1933               | 22.337    | [ 20 ] |
|                    |           |        |
| 17. Mai 1939       | 42.622    | [ 21 ] |
| 13. September 1950 | 47.068    | [ 21 ] |
| 6. Juni 1961       | 54.471    | [ 21 ] |
| 27. Mai 1970       | 62.258    | [ 21 ] |

Das Bezirksamt Müllheim wurde 1936 deutlich vergrößert.

## Politik

### Landrat
Die Oberamtmänner bzw. Landräte des Bezirksamts bzw. Landkreises Müllheim 1809–1972:
- 1803–1810: Gottlob Heinrich Maier
- 1810–1814: Johann Carl Müller
- 1814–1822: Johann Friedrich Wagner
- 1823–1826: Jakob Wundt
- 1826–1837: Karl Heinrich Leussler
- 1837–1842: Adolf Schrickel
- 1842–1843: Wilhelm Bausch
- 1843–1849: Fidel Kuen
- 1849–1861: Camill Winter
- 1861–1872: Ludwig Sachs
- 1872–1877: Adolf Fuchs
- 1877–1882: Albert Jung[22]
- 1882–1884: Theodor Clauss
- 1884–1888: Julius Lacher
- 1888–1891: Ernst Müller
- 1891–1893: Moritz Seubert
- 1893–1897: Hans von Krafft-Ebing
- 1897–1903: Otmar Schellenberg
- 1903–1907: Wolfgang von Preen
- 1907–1919: Heinrich Hebting
- 1919–1926: Richard Hepp
- 1926–1927: August Pfützner
- 1927–1931: Friedrich Schmitt
- 1931–1933: Heinrich Groß
- 1933–1944: Friedrich Ribstein
- 1945–1947: Adolf Bachmann
- 1947: Fritz Höfer (kommissarisch)
- 1947–1972: Berthold Allgaier

### Wappen
Der Landkreis Müllheim hatte kein eigenes Wappen: zwar wollte sich der Landkreis in den 1960er Jahren ein solches geben, doch zog sich die Wappenfindung dermaßen in die Länge, dass vor Inkrafttreten der Kreisreform keines mehr gefunden wurde.

## Wirtschaft und Infrastruktur

### Verkehr
Durch das westliche Kreisgebiet führte von Nord nach Süd die Bundesautobahn 5 Karlsruhe-Basel. Ferner führte die Bundesstraße 3 durch das Kreisgebiet.

## Gemeinden
Zum Landkreis Müllheim gehörten ab 1936 zunächst 49 Gemeinden, davon 6 Städte.
Am 7. März 1968 stellte der Landtag von Baden-Württemberg die Weichen für eine Gemeindereform. Mit dem Gesetz zur Stärkung der Verwaltungskraft kleinerer Gemeinden war es möglich, dass sich kleinere Gemeinden freiwillig zu größeren Gemeinden vereinigen konnten. Den Anfang im Landkreis Müllheim machte am 1. Januar 1970 die Gemeinde Vögisheim, die sich mit der Stadt Müllheim vereinigte. In der Folgezeit reduzierte sich die Zahl der Gemeinden stetig, bis der Landkreis Müllheim schließlich am 1. Januar 1973 aufgelöst wurde.
Die meisten Einwohner zählte die Kreisstadt Müllheim, die wenigsten die Gemeinde Gallenweiler.
In der Tabelle stehen die Gemeinden des Landkreises Müllheim vor der Gemeindereform. Die Einwohnerangaben beziehen sich auf die Volkszählungsergebnisse in den Jahren 1961 und 1970.
| früherer Gemeindename      | heutiger Gemeindename  | heutiger Landkreis       | Einwohner am 6. Juni 1961 | Einwohner am 27. Mai 1970 |
| -------------------------- | ---------------------- | ------------------------ | ------------------------- | ------------------------- |
| Auggen                     | Auggen                 | Breisgau-Hochschwarzwald | 1521                      | 1649                      |
| Bad Bellingen              | Bad Bellingen          | Lörrach                  | 564                       | 788                       |
| Bad Krozingen              | Bad Krozingen          | Breisgau-Hochschwarzwald | 3797                      | 5567                      |
| Badenweiler                | Badenweiler            | Breisgau-Hochschwarzwald | 3242                      | 2858                      |
| Ballrechten                | Ballrechten-Dottingen  | Breisgau-Hochschwarzwald | 479                       | 478                       |
| Bamlach                    | Bad Bellingen          | Lörrach                  | 521                       | 570                       |
| Bremgarten                 | Hartheim am Rhein      | Breisgau-Hochschwarzwald | 470                       | 532                       |
| Britzingen                 | Müllheim               | Breisgau-Hochschwarzwald | 720                       | 760                       |
| Buggingen                  | Buggingen              | Breisgau-Hochschwarzwald | 1913                      | 2088                      |
| Dattingen                  | Müllheim               | Breisgau-Hochschwarzwald | 268                       | 264                       |
| Dottingen                  | Ballrechten-Dottingen  | Breisgau-Hochschwarzwald | 449                       | 536                       |
| Eschbach                   | Eschbach               | Breisgau-Hochschwarzwald | 863                       | 1245                      |
| Feldberg                   | Müllheim               | Breisgau-Hochschwarzwald | 548                       | 559                       |
| Feuerbach                  | Kandern                | Lörrach                  | 282                       | 297                       |
| Gallenweiler               | Heitersheim            | Breisgau-Hochschwarzwald | 171                       | 169                       |
| Grißheim                   | Neuenburg am Rhein     | Breisgau-Hochschwarzwald | 878                       | 938                       |
| Grunern                    | Staufen im Breisgau    | Breisgau-Hochschwarzwald | 587                       | 630                       |
| Heitersheim, Stadt         | Heitersheim            | Breisgau-Hochschwarzwald | 2656                      | 3318                      |
| Hertingen                  | Bad Bellingen          | Lörrach                  | 366                       | 450                       |
| Hügelheim                  | Müllheim               | Breisgau-Hochschwarzwald | 647                       | 646                       |
| Kandern, Stadt             | Kandern                | Lörrach                  | 2984                      | 2939                      |
| Laufen                     | Sulzburg               | Breisgau-Hochschwarzwald | 546                       | 578                       |
| Liel                       | Schliengen             | Lörrach                  | 611                       | 675                       |
| Lipburg                    | Badenweiler            | Breisgau-Hochschwarzwald | 412                       | 398                       |
| Malsburg                   | Malsburg-Marzell       | Lörrach                  | 898                       | 934                       |
| Marzell                    | Malsburg-Marzell       | Lörrach                  | 755                       | 766                       |
| Mauchen                    | Schliengen             | Lörrach                  | 345                       | 341                       |
| Müllheim, Stadt            | Müllheim               | Breisgau-Hochschwarzwald | 6855                      | 8382                      |
| Neuenburg am Rhein, Stadt  | Neuenburg am Rhein     | Breisgau-Hochschwarzwald | 2519                      | 3514                      |
| Niedereggenen              | Schliengen             | Lörrach                  | 380                       | 365                       |
| Niederweiler               | Müllheim               | Breisgau-Hochschwarzwald | 746                       | 828                       |
| Obereggenen                | Schliengen             | Lörrach                  | 670                       | 630                       |
| Obermünstertal             | Münstertal/Schwarzwald | Breisgau-Hochschwarzwald | 1462                      | 1448                      |
| Rheinweiler                | Bad Bellingen          | Lörrach                  | 517                       | 610                       |
| Riedlingen                 | Kandern                | Lörrach                  | 348                       | 374                       |
| Schliengen                 | Schliengen             | Lörrach                  | 1414                      | 1381                      |
| Schweighof                 | Badenweiler            | Breisgau-Hochschwarzwald | 466                       | 542                       |
| Seefelden                  | Buggingen              | Breisgau-Hochschwarzwald | 985                       | 994                       |
| Sitzenkirch                | Kandern                | Lörrach                  | 216                       | 211                       |
| Staufen im Breisgau, Stadt | Staufen im Breisgau    | Breisgau-Hochschwarzwald | 3234                      | 4023                      |
| Steinenstadt               | Neuenburg am Rhein     | Breisgau-Hochschwarzwald | 621                       | 757                       |
| Sulzburg, Stadt            | Sulzburg               | Breisgau-Hochschwarzwald | 1556                      | 1535                      |
| Tannenkirch                | Kandern                | Lörrach                  | 750                       | 747                       |
| Tunsel                     | Bad Krozingen          | Breisgau-Hochschwarzwald | 785                       | 844                       |
| Untermünstertal            | Münstertal/Schwarzwald | Breisgau-Hochschwarzwald | 2601                      | 2933                      |
| Vögisheim                  | Müllheim               | Breisgau-Hochschwarzwald | 379                       | –                         |
| Wettelbrunn                | Staufen im Breisgau    | Breisgau-Hochschwarzwald | 362                       | 356                       |
| Zienken                    | Neuenburg am Rhein     | Breisgau-Hochschwarzwald | 315                       | 411                       |
| Zunzingen                  | Müllheim               | Breisgau-Hochschwarzwald | 176                       | 161                       |

## Kfz-Kennzeichen

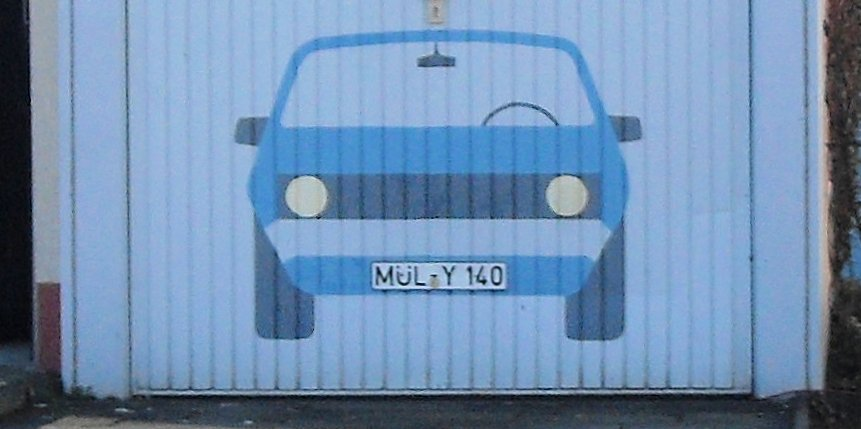
Kfz-Kennzeichen des Landkreises Müllheim

Am 1. Juli 1956 wurde dem Landkreis bei der Einführung der bis heute gültigen Kfz-Kennzeichen das Unterscheidungszeichen MÜL zugewiesen. Es wurde zunächst bis zum 31. Dezember 1972 ausgegeben und wird seit dem 2. Oktober 2023 im Landkreis Breisgau-Hochschwarzwald im Rahmen der Kennzeichenliberalisierung wieder ausgegeben.